# Kopec (Dolnooharská tabule, 274 m)
Kopec (274 m n. m.) je vrch v okrese Mělník Středočeského kraje. Leží asi 1 km zjz. od vsi Lešany na jejím katastrálním území.

## Popis
Přes vrchol Kopce vede silnice III/24021 Lešany – Olovnice.

## Geomorfologické zařazení
Geomorfologicky vrch náleží do celku Dolnooharská tabule, podcelku Řipská tabule, okrsku Krabčická plošina a podokrsku Lešanská plošina, jejíž je to nejvyšší bod.